# Deposició per evaporació

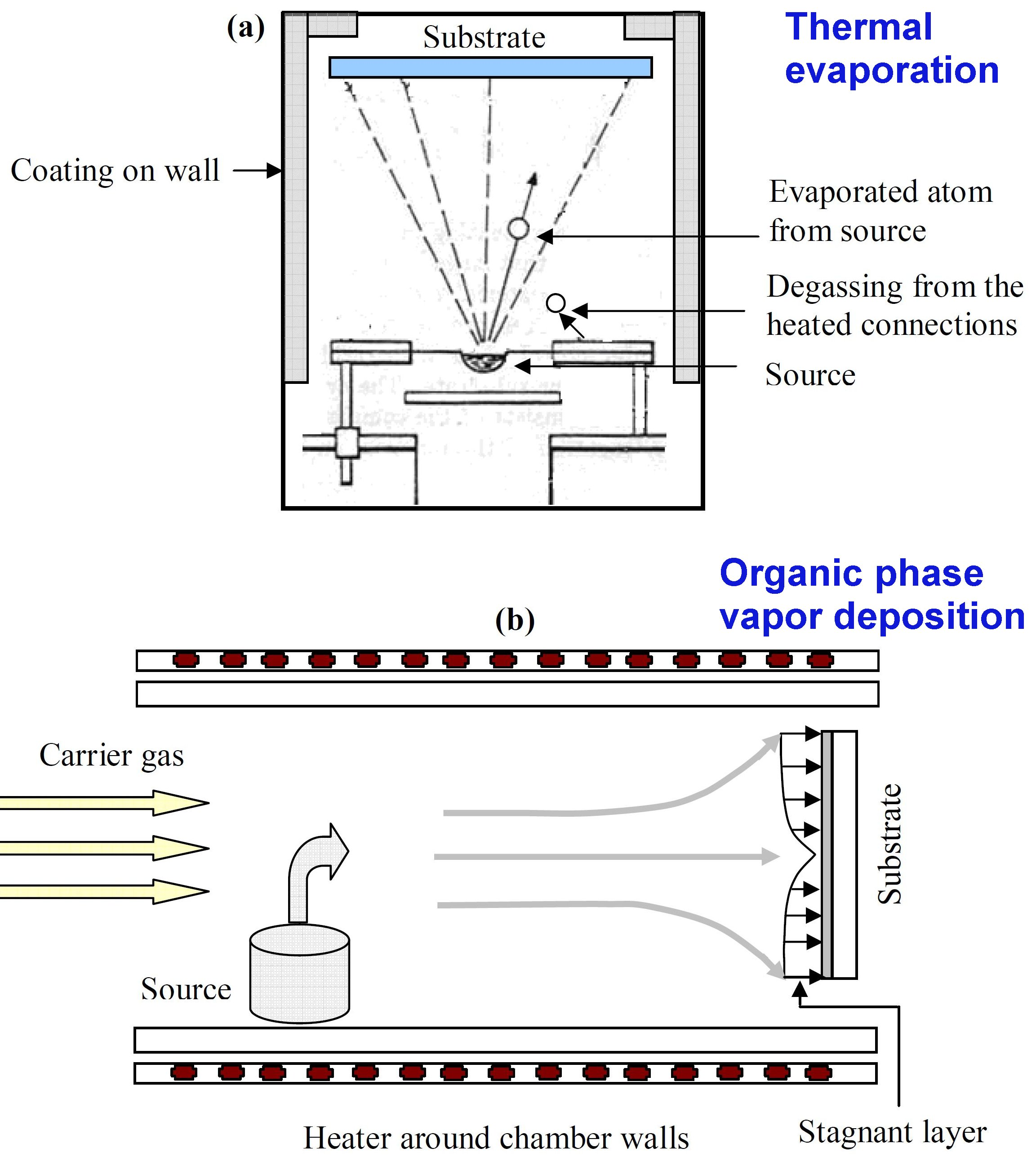
Diagrama del procés de deposició per evaporació.

La deposició per evaporació és un mètode comú de deposició de pel·lícula prima. El material d'origen s'evapora al buit. El buit permet que les partícules de vapor viatgen directament a l'objecte objectiu (substrat), on es condensen de nou a un estat sòlid. L'evaporació s'utilitza en la microfabricació i per fer productes a macroescala com ara pel·lícules de plàstic metal·litzat.

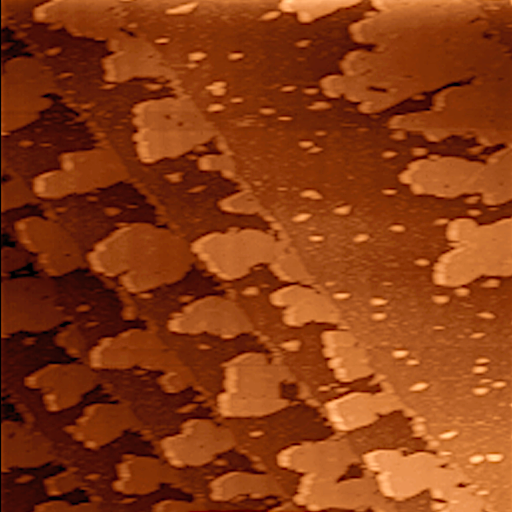
Illes de plata d'un àtom de gruix dipositades a la superfície (111) del pal·ladi per evaporació tèrmica. El substrat, tot i que va rebre un poliment mirall i un recuit al buit, apareix com una sèrie de terrasses. La calibració de la cobertura es va aconseguir mitjançant el seguiment del temps necessari per completar una monocapa completa mitjançant microscòpia de túnel (STM) i a partir de l'aparició d'estats de pou quàntic característics del gruix de la pel·lícula de plata en espectroscòpia de fotoemissió (ARPES). La mida de la imatge és de 250 nm per 250 nm.

L'evaporació implica dos processos bàsics: un material font calent s'evapora i es condensa sobre el substrat. S'assembla al procés familiar pel qual l'aigua líquida apareix a la tapa d'una olla bullint. Tanmateix, l'entorn gasós i la font de calor són diferents.
L'evaporació té lloc al buit, és a dir, els vapors diferents del material d'origen s'eliminen gairebé completament abans que comenci el procés. En buit elevat (amb un llarg camí lliure mitjà), les partícules evaporades poden viatjar directament a l'objectiu de la deposició sense xocar amb el gas de fons. (Per contra, a l'exemple de l'olla bullint, el vapor d'aigua empeny l'aire fora de l'olla abans que pugui arribar a la tapa.) A una pressió típica de 10−4 Pa, una partícula de 0,4 nm té un recorregut lliure mitjà de 60 m. Els objectes calents a la cambra d'evaporació, com els filaments d'escalfament, produeixen vapors no desitjats que limiten la qualitat del buit.
Els àtoms evaporats que xoquen amb partícules estranyes poden reaccionar amb elles; per exemple, si l'alumini es diposita en presència d'oxigen, formarà òxid d'alumini. També redueixen la quantitat de vapor que arriba al substrat, la qual cosa fa que el gruix sigui difícil de controlar.

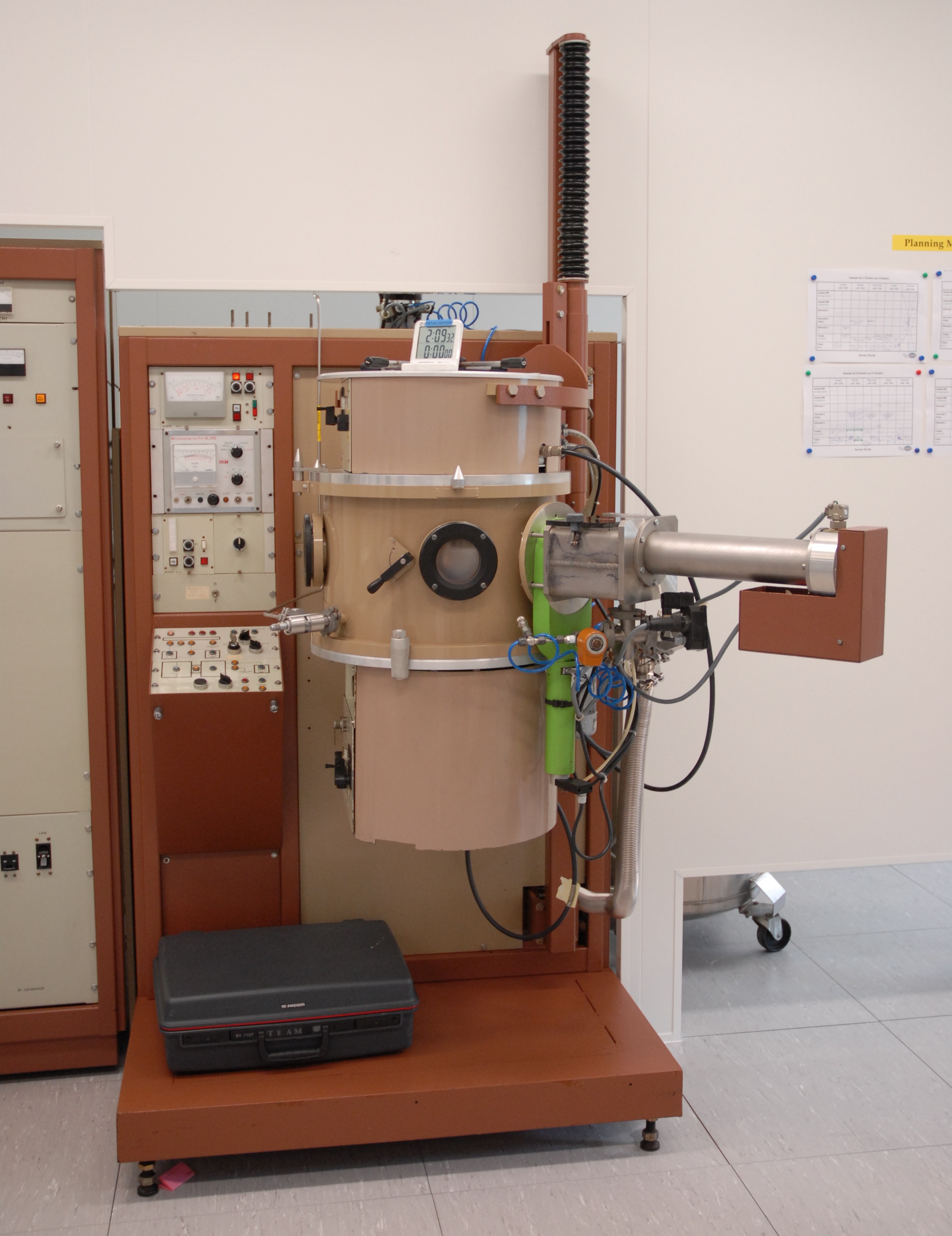
Màquina d'evaporació utilitzada per a la metal·lització a les instal·lacions tecnològiques de LAAS a Tolosa, França.

Els materials evaporats es dipositen de manera no uniforme si el substrat té una superfície rugosa (com solen fer els circuits integrats). Com que el material evaporat ataca el substrat principalment des d'una sola direcció, les característiques que sobresurten bloquegen el material evaporat d'algunes zones. Aquest fenomen s'anomena "ombra" o "cobertura de pas".